# Lagtingsvalget 1936
Lagtingsvalget på Færøerne 1936 blev afholdt 28. januar 1936.
Antallet af repræsentanter i Lagtinget blev øget fra 21 til 24 ved valget i 1936.
Vinnuflokkurin stillede til valg for første og eneste gang.

## Resultater
| Parti                | Tilslutning | Mandater i Lagtinget | Ændring fra 1932 (mandater) | Ændring fra 1932 (%) |
| -------------------- | ----------- | -------------------- | --------------------------- | -------------------- |
| Sambandsflokkurin    | 33,7 %      | 8                    | -3                          | -16,4                |
| Sjálvstýrisflokkurin | 34,2 %      | 8                    | —                           | -3,1                 |
| Javnaðarflokkurin    | 24,0 %      | 6                    | +4                          | 13,5                 |
| Vinnuflokkurin       | 8,1 %       | 2                    | nyt                         | 8,1                  |

## Eksterne Henvisninger
- Hagstova Føroya — Íbúgvaviðurskifti og val (Færøsk statistik)